# هنتر هاريسون
هنتر هاريسون (بالإنجليزية: Hunter Harrison)‏ (6 نوفمبر 1995 بدالاس في الولايات المتحدة - ) هو لاعب كرة قدم أمريكي في مركز حراسة المرمى.

## وصلات خارجية
- هنتر هاريسون على موقع قاعدة بيانات كرة القدم.إي يو (الإنجليزية)